# Nowe Miasto Lubawskie
Pour les articles homonymes, voir Nowe Miasto.
Nowe Miasto Lubawskie est une ville de Pologne, située au nord du pays, dans la voïvodie de Varmie-Mazurie. Elle constitue une gmina du powiat de Nowe Miasto, dont elle est le chef-lieu.

## Histoire
De 1818 à 1920, Neumark-en-Prusse-Occidentale fait partie de l'arrondissement de Löbau-en-Prusse-Occidentale (de) dans le district de Marienwerder au sein de la province de Prusse-Occidentale.